# La Pallu
La Pallu is een gemeente in het Franse departement Mayenne (regio Pays de la Loire) en telt 178 inwoners (2004). De plaats maakt deel uit van het arrondissement Mayenne.

## Geografie
De oppervlakte van La Pallu bedraagt 6,6 km², de bevolkingsdichtheid is 27,0 inwoners per km².

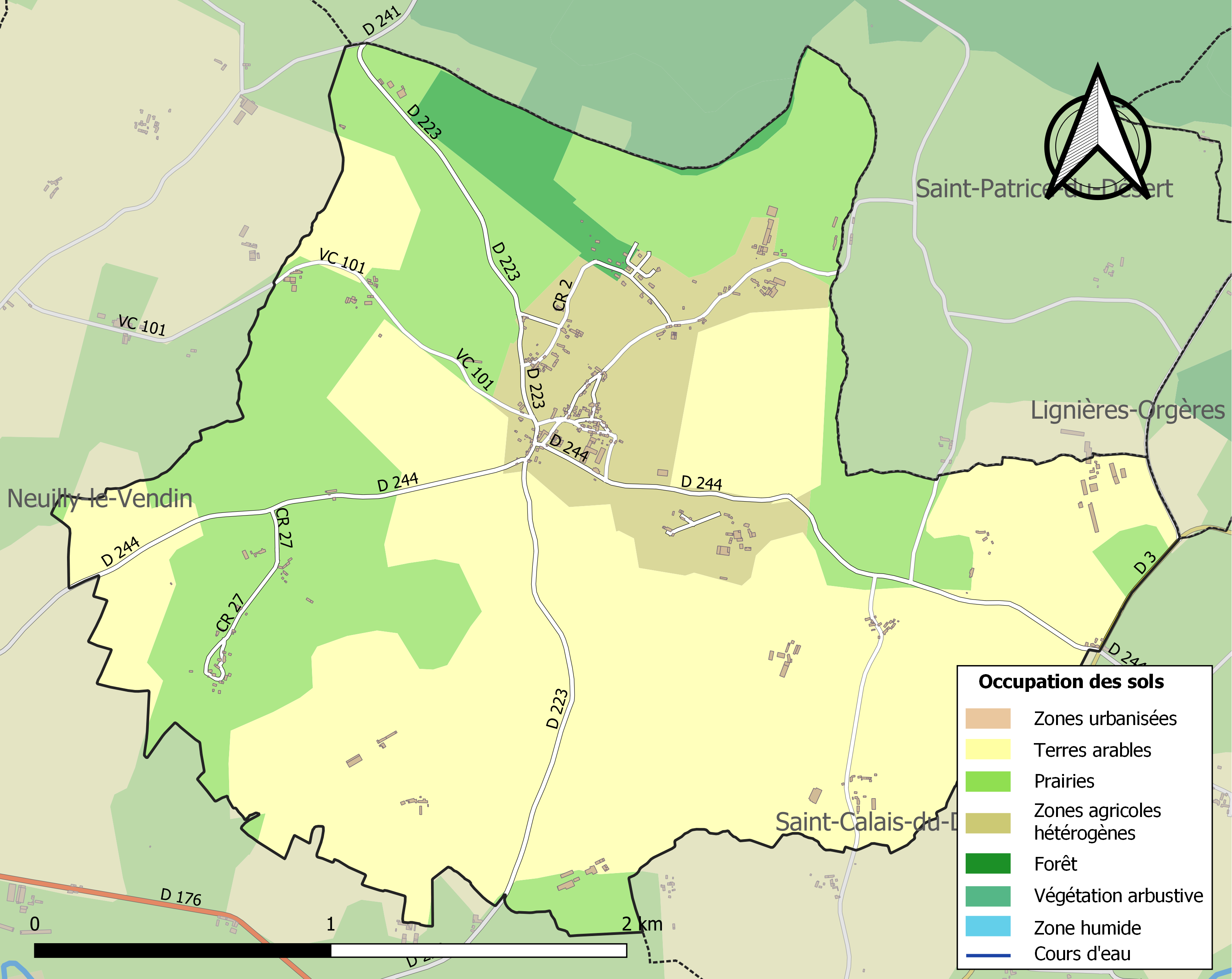
Kaart van de gemeente met de belangrijkste infrastructuur, bodemgebruik en omliggende gemeenten

## Demografie
Onderstaande figuur toont het verloop van het inwonertal (bron: INSEE-tellingen).

1. ↑  Populations de référence 2022.